# FK Ufa
Der FK Ufa (russisch Футбольный клуб Уфа) ist ein russischer Fußballverein aus Ufa, der Hauptstadt der Republik Baschkortostan.

## Vereinsgeschichte
Der Verein wurde am 23. Dezember 2010 gegründet. Erster Trainer wurde Andrei Kantschelskis. Als Vorgängerverein gilt der 1947 gegründete FC Neftjanik Ufa, der im Jahr 2006 aufgelöst wurde und mehrere Jahre in der zweiten Liga der Sowjetunion vertreten war. Das Team aus Ufa startete in der drittklassigen 2. Division und holte gleich in der Staffel Ural-Powolschje die Vizemeisterschaft. Der Verein ersetzte den in finanzielle Schwierigkeiten geratenen Dynamo Brjansk und nahm somit am Spielbetrieb der zweithöchsten russischen Liga teil. Im Mai 2012 übernahm Igor Kolywanow den Chef-Trainerposten beim FK Ufa. In der Saison 2013/14 belegte das Team den vierten Tabellenplatz in der 1. Division, der zur Teilnahme an den Relegationsspielen gegen Tom Tomsk berechtigte. Ufa ging als Sieger aus den beiden Partien hervor und schaffte somit den erstmaligen Aufstieg in das russische Fußballoberhaus. Im Oktober 2015 wurde Igor Kolywanow wegen Erfolglosigkeit entlassen. Sein Nachfolger wurde Jewgeni Perewertajlo, der den Posten bis zum Mai 2016 innehatte. Im Juni 2016 wurde der Weißrusse Wiktar Hantscharenka als neuer Cheftrainer verpflichtet. Nach dem Abgang des Weißrussen im Dezember 2016 zum ZSKA Moskau übernahm Sergei Semak den Cheftrainerposten. Durch den sechsten Tabellenrang 2018 hat der Klub erstmals an der Qualifikationsphase in der UEFA Europa League 2018/19 teilgenommen, weil der russische Pokalsieger FK Tosno aufgrund finanzieller Schwierigkeiten (wie unter anderem Schulden) keine Lizenz für die UEFA Europa League erhielt. In der Saison 2018/19 rettete sich der Verein auf den 14. Tabellenplatz (Relegationsplatz). In der Relegation traf Ufa auf Tom Tomsk und sicherte sich nach 2:0 und 0:1 den Klassenerhalt.

## Stadion
Der Verein trägt seine Heimspiele im früher 10.200 Zuschauer fassenden Neftjanik-Stadion aus, das im Jahre 1967 eröffnet wurde. Ab Februar 2012 wurde das Stadion modernisiert und auf 15.234 Plätze ausgebaut. Infolgedessen musste der FK Ufa in der Saison 2014/15 auf das kleinere Dynamo-Stadion ausweichen. Am 9. August 2015 wurde das umgebaute Neftjanik-Stadion mit dem Ligaspiel gegen Zenit Sankt Petersburg wiedereröffnet. Vor 14.200 Besuchern unterlag die Heimmannschaft durch einen Treffer des Portugiesen Danny mit 0:1.

## Europapokalbilanz
| Saison  | Wettbewerb         | Runde                  | Gegner                | Gesamt    | Hin     | Rück    |
| ------- | ------------------ | ---------------------- | --------------------- | --------- | ------- | ------- |
| 2018/19 | UEFA Europa League | 2. Qualifikationsrunde | NK Domzale            | (a)1:1(a) | 0:0 (H) | 1:1 (A) |
| 2018/19 | UEFA Europa League | 3. Qualifikationsrunde | FC Progrès Niederkorn | 4:3       | 2:1 (H) | 2:2 (A) |
| 2018/19 | UEFA Europa League | Play-offs              | Glasgow Rangers       | 1:2       | 0:1 (A) | 1:1 (H) |

Gesamtbilanz: 6 Spiele, 1 Sieg, 4 Unentschieden, 1 Niederlage, 6:6 Tore (Tordifferenz ±0)

## Bisherige Trainer
- Andrei Kantschelskis (12/2010 – 05/2012)
- Igor Kolywanow (05/2012 – 10/2015)
- Jewgeni Perewertajlo (10/2012 – 05/2016)
- Wiktar Hantscharenka (06/2016 – 12/2016)
- Sergei Semak (12/2016 – 05/2018)
- Dmitri Kiritschenko (11/2018 – 03/2019)

## Ehemalige Spieler
| Russland - Andrei Lunjow - Iwan Obljakow - Wiktor Wassin | GUS und ehemalige Sowjetunion - Jerkebulan Seidachmet - Oleksandr Sintschenko - Oston Urunov | Europa - Haris Handžić - Felicio Brown Forbes - Marvin Pourie - Ivan Paurević - Olivier Thill - Veroljub Salatić - Ondřej Vaněk | Afrika - Emmanuel Frimpong - Kehinde Fatai - Sylvester Igboun Südamerika - William Oliveira - Andrés Vombergar Asien - Takafumi Akahoshi |